# Cheval en Thaïlande
Vous lisez un « bon article » labellisé en 2025.
Le cheval en Thaïlande (thaï : ม้า) est représenté par une race locale adaptée à au climat tropical, le poney thaïlandais, ainsi que par des chevaux d'importation de plus grande taille, plus populaires mais moins rustiques, dont le Pur-sang. Le cheval servait historiquement surtout au transport attelé, mais le tourisme, le polo et les sports équestres émergent dans ce pays au cours des années 2000 et 2010. La Fédération équestre thaïlandaise, créée en 1976, a envoyé des athlètes aux Jeux olympiques en 2020. Le sport hippique, promu par Rama V, recule depuis la seconde moitié du XXe siècle sous l'influence du bouddhisme.
La Thaïlande, avec son climat tropical, n'est pas un pays adapté à l'élevage des chevaux. En 2020, elle compte environ 6 000 chevaux et 5 000 cavaliers réguliers, majoritairement des adolescents. Le nord-est du pays est touché par une épizootie de peste équine en 2020, imposant des mesures de protection contre ce virus qui n'avait pas émergé sur le continent asiatique depuis 60 ans.
Le cheval est peu présent dans la culture thaïlandaise.

## Histoire
Les chevaux thaïlandais historiques proviennent vraisemblablement d'une souche issue du cheval mongol. L’utilisation du cheval en Asie du Sud-Est pourrait avoir un lien avec le défrichement des côtes, qui a entraîné la disparition d’un biotope adapté à l’éléphant et au buffle.

### Sous le Royaume d'Ayutthaya / Siam
Les plus anciennes inscriptions connues en alphabet proto-thaï, celles de la stèle de Ramkhamhaeng datée de 1292, évoquent de manière idyllique la vie des Thaïs à Sukhothaï et mentionnent clairement la présence de chevaux à cette époque : « Dans l'eau, il y a du poisson ; dans la rizière, il y a du riz : le seigneur du pays ne lève pas de taxe sur ses sujets, qui, le long du chemin, s'en vont de compagnie, menant des bœufs pour aller faire le négoce, montant des chevaux pour aller vendre. Quiconque désire faire le commerce des éléphants le fait ; quiconque désire faire le commerce des chevaux le fait ; quiconque désire faire le commerce de l'argent ou celui de l'or le fait… ».
Par contre, le Portugais Tomé Pires ne mentionne pas leur présence dans les plaines de Thaïlande pendant ses voyages durant les années 1510. Selon Michel Jacq-Hergoualc'h, au XVIIe siècle, une amorce de cavalerie existe, mais le cheval n'étant pas natif du Siam s'y adapte mal : le roi en aurait cependant entretenu quelque 2 000 têtes ; si les chevaux prennent part aux guerres, c'est essentiellement pour leur mobilité dans la transmission des ordres ; ils servent aussi de montures de prestige même si l'éléphant leur est toujours préféré dans ce rôle. Sous le seul règne du roi Naresuan (1590-1605), les chevaux sont utilisés pour la reconnaissance et la transmission des nouvelles, ainsi qu'à la bataille. Lors d'une guerre contre les Birmans, Naresuan a conseillé à ses hommes, mobilisés à Martaban, d'y laisser stationner 20 à 30 chevaux rapides afin qu'ils puissent se relayer pour transmettre les nouvelles à l'armée principale. D'après Greg Bankoff et Sandra Swart, les chevaux ont été utilisés en plus grand nombre que les éléphants, même dans l'armée rassemblée pour envahir le Cambodge, qui comprenait 100 000 hommes, 800 éléphants et 1 500 chevaux. L'envoyé diplomatique français Simon de La Loubère décrit le roi du Siam (en 1693) comme ayant sous ses ordres « une garde à cheval permanente étrangère, qui consiste en cent trente gentilshommes », composée de « Maures » (en fait, de moghols), plus quelques gardes à cheval supplémentaires de « Meens » (probablement des Khmers) et de Laos. Des traces de présence chevaline sont de nouveau clairement décrites à la période d'Ayutthaya, au XVIIIe siècle. Le roi Taksin (1767-1782) possède lui aussi une cavalerie localement, et s'empare de Chanthaburi avec ses troupes montées.

### AuXXesiècle

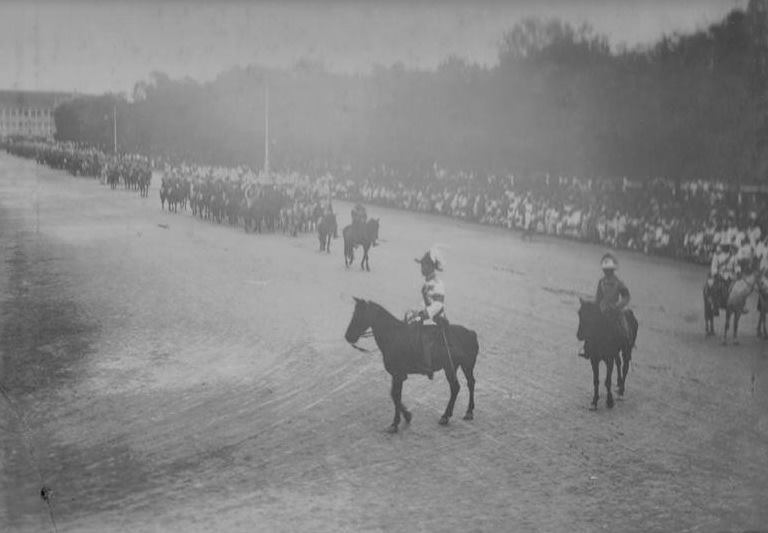
Régiment de cavalerie thaïlandais pendant les funérailles royales du prince Chakrabongse Bhuvanath, en 1920.

Durant les années 1920, la région du Tonkin, dans laquelle sont établis des peuples non-thaïlandais, recèle de nombreux poneys de montagne. Pratiquement chaque famille des montagnes en possède au moins un, sans distinction sociale entre les riches et les pauvres. Durant les années 1930, la partie continentale de l'Asie du Sud-Est compte entre 750 000 et 1 million de chevaux. Le cheptel thaïlandais de l'époque est estimé à environ 300 000 chevaux, représentant 3 % du gros bétail du pays.
Les Hmong et les Hani du nord de la Thaïlande rencontrent cependant de plus en plus de difficultés pour élever leurs chevaux durant les années 1930, cela nécessitant un terrain relativement plat et herbu, devenu particulièrement difficile à trouver. Les Hmong sont plus particulièrement associés à l'élevage du cheval, de par leur talent reconnu pour castrer les mâles et pour exercer les activités d'élevage équin réputées les plus dangereuses. Néanmoins, la plupart des chevaux locaux ne sont pas castrés, ce qui engendre des difficultés pour les maîtriser.
Au cours du XXe siècle, la pratique de l'équitation reste longuement l'apanage d'une petite élite fortunée. La Fédération équestre thaïlandaise est créée en 1976, pour soutenir et promouvoir le développement de l'équitation et des sports équestres dans ce pays.
Depuis la fin du XXe siècle, de nombreux croisements sont intervenus sur le cheptel équin de Thaïlande, notamment avec des chevaux originaires d'Australie, de Nouvelle-Zélande et d'Angleterre. Ces importations concernent notamment le Pur-sang et le Quarter Horse. La majorité des chevaux présents sur le territoire thaïlandais en 1994 sont destinés au sport hippique. Les croisements tendent à faire disparaître la souche locale d'origine, de petite taille, au profit de chevaux plus grands et dotés d'un poitrail plus ouvert. En effet, la petite souche locale souffre d'un déficit d'intérêt.
La Dr Siraya Chunekamrai ouvre la première clinique vétérinaire équine du pays en 1996. En 1999, la mauvaise qualité des soins prodigués aux chevaux de travail thaïlandais suscite des préoccupations vétérinaires et le recours à une aide internationale. Ces problèmes découlent essentiellement de l'absence d'investissement de l'État thaïlandais et du secteur privé pour garantir un accès aux soins vétérinaires et à une alimentation de base.

### AuXXIesiècle

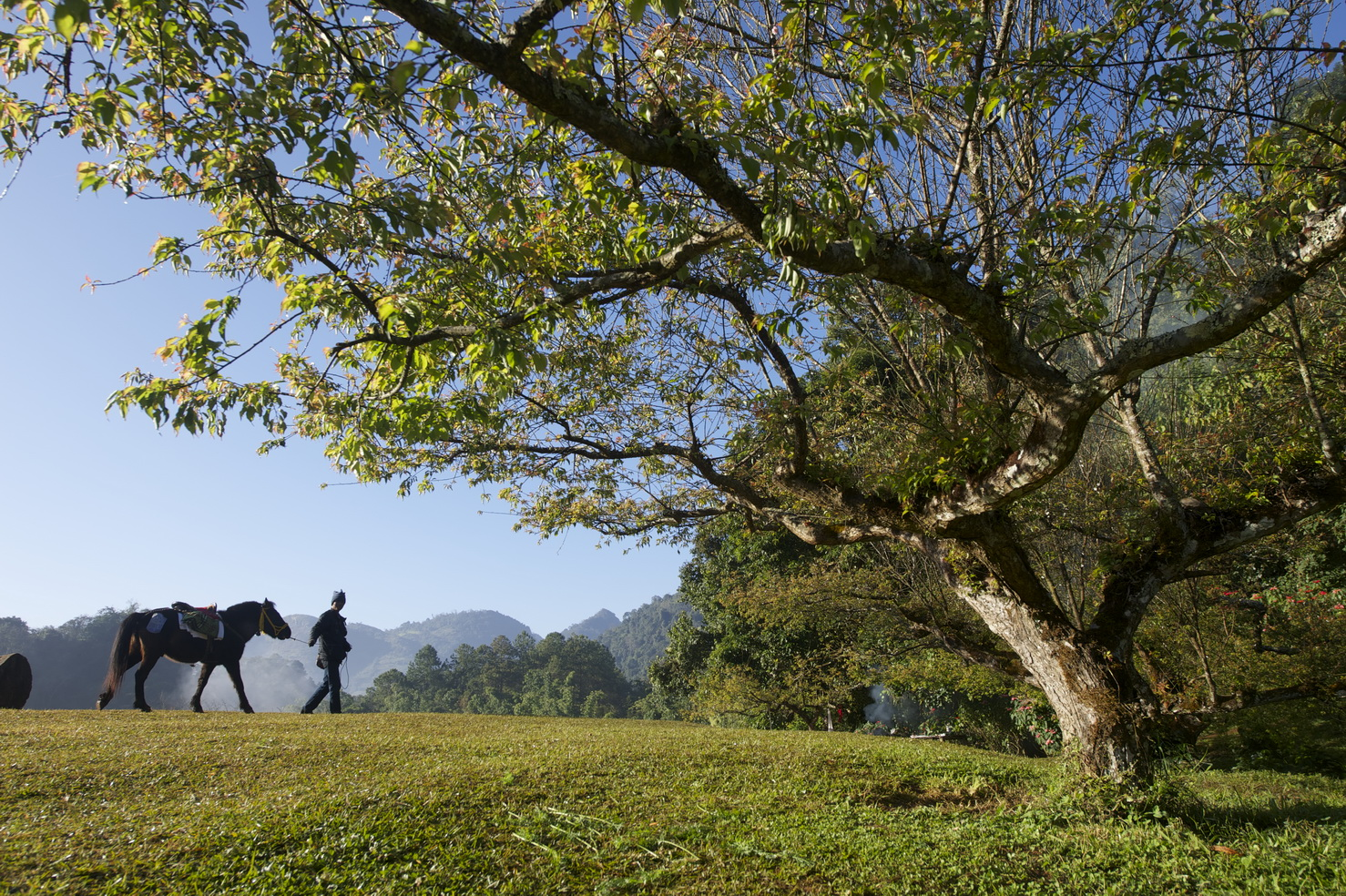
Station d'agriculture royale de Ang Khang en 2013.

Au début des années 2000, des formations commencent à être dispensées aux propriétaires équins, puis une première clinique vétérinaire équine ouvre à Lampang en avril 2004.
La première insémination artificielle fructueuse d'une jument documentée en Thaïlande remonte à 2010, avec la naissance d'un poulain issu d'un croisement. En 2020, une expérience d'injection de juments thaïlandaises à l'hormone de libération des gonadotrophines hypophysaires (GnRH) pour supprimer les désagréments (maux de ventre) liés à leur période pré-ovulatoire a donné lieu à une publication scientifique préliminaire.
C'est aussi à partir des années 2010 qu'un secteur équestre de loisir émerge, tout particulièrement dans la région de Bangkok ; la croissance économique du pays permet à de plus en plus de Thaïlandais d'accéder à la pratique de l'équitation. Le développement des pratiques de sport équestre est très récent, les chevaux n'étant jusqu'alors utilisés que pour des besoins militaires ou de travail. Des moines bouddhistes établis dans un temple du Triangle d'or, au nord de la Thaïlande, comptent par exemple (en 2015) sur la popularité de l'équitation et de la boxe thaï auprès des jeunes pour les éloigner du trafic de drogue.
En raison de la présence du virus responsable de la peste équine, les exportations de chevaux depuis la Thaïlande sont bannies pour deux ans en 2021.

## Pratiques et usages
Les usages des chevaux en Thaïlande sont variés, certains étant montés pour des courses, d'autres destinés au travail, d'autres encore prélevés de leurs anticorps à des fins pharmaceutiques, contre la rage.

### Sport hippique
Le sport hippique a été popularisé en Thaïlande par Rama V, qui a créé le Royal Bangkok Sports Club en 1902, puis fait construire des hippodromes conformes aux normes internationales après son retour d'Europe,. Le Royal Turf Club voit le jour en 1916. L'influence de la culture anglaise est particulièrement palpable dans ce développement. Les premières courses sont disputées avec des poneys de la race locale.
Le sport hippique s'adresse à l'origine aux expatriés occidentaux et aux aristocrates thaïlandais. Il est considéré comme une activité civilisée, les paris étant autorisés alors que d'autres formes traditionnelles de jeux d'argent sont interdites. Ce sport s'étend à d'autres groupes sociaux dans les années 1920 et gagne en popularité. En conséquence de pertes d'argent par des Thaïlandais sur des paris, il est vu peu à peu comme une forme d'immoralité. En 1949, le gouvernement ordonne que les courses n'aient pas lieu plus d'une fois par semaine à Bangkok. Vers la fin du XXe siècle, les courses déclinent progressivement alors que d'autres formes de jeu (illégales) se popularisent. Plusieurs hippodromes se restructurent et/ou changent de propriétaire dans les années 1990. Le sport hippique est désormais très peu médiatisé, les courses étant organisées discrètement en raison de l'influence du bouddhisme dont la philosophie les considère comme une hérésie et un vice.

Sport hippique en Thaïlande
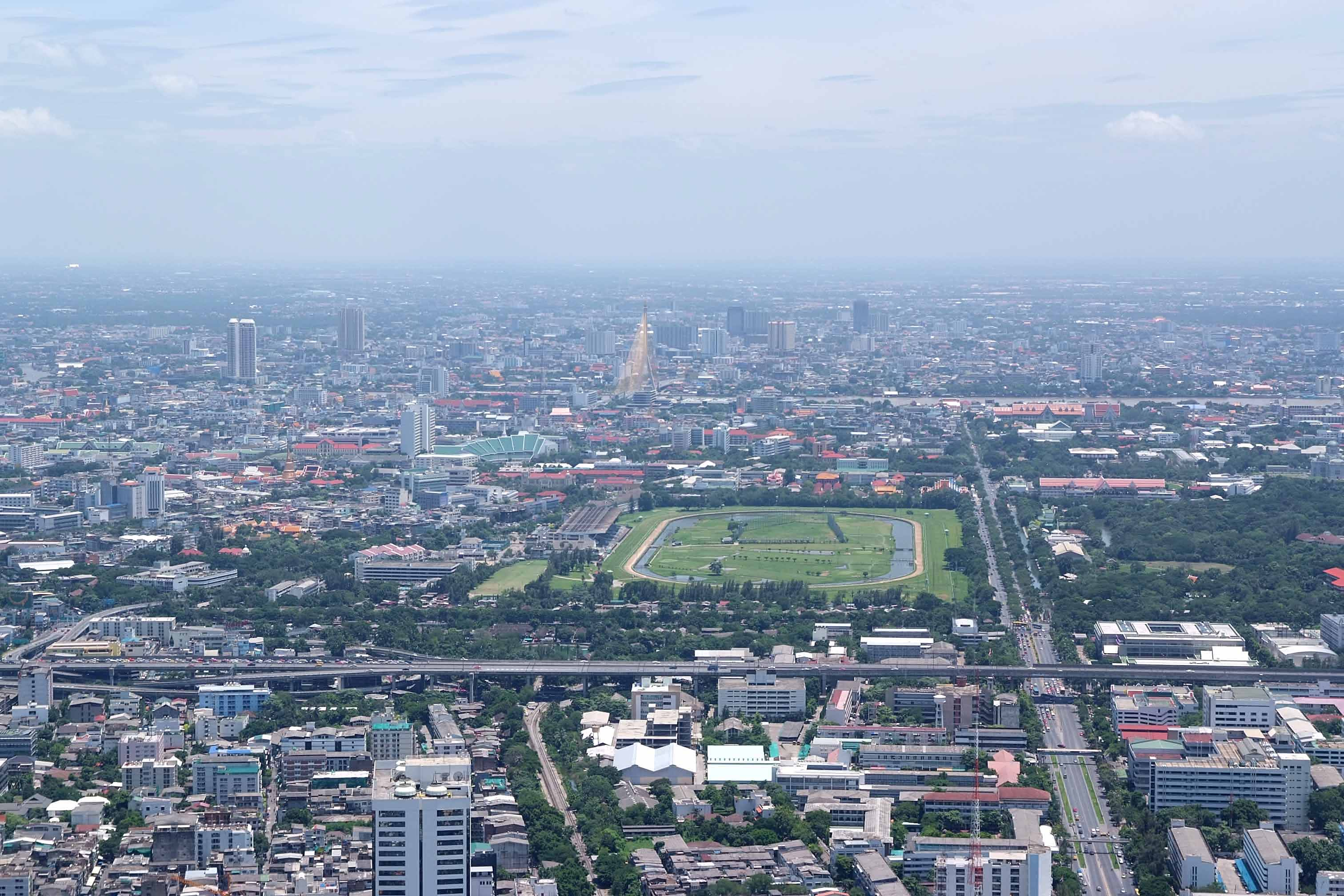
Vue aérienne du Royal Turf Club de Bangkok en 2009, avant sa fermeture.
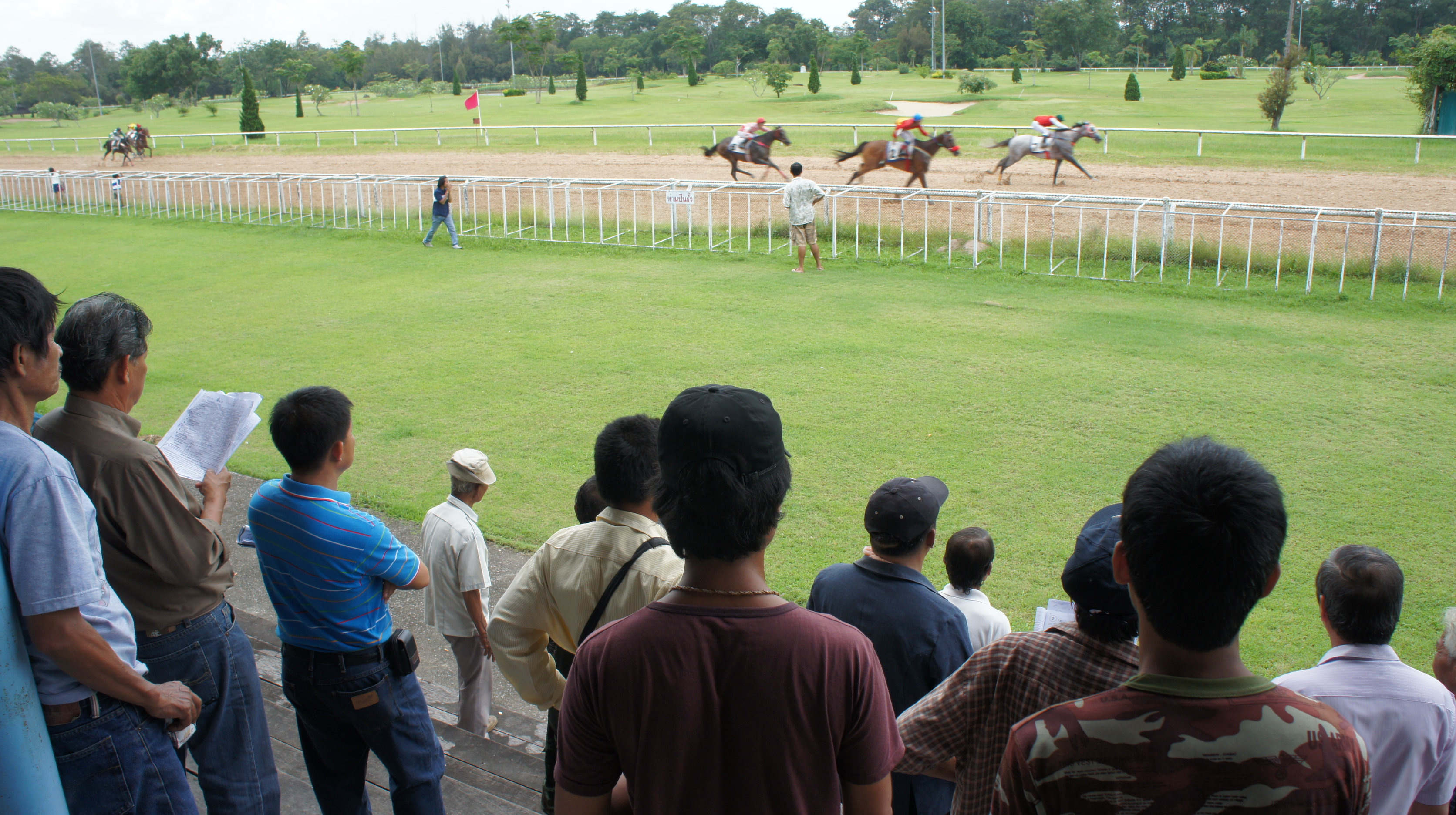
Course organisée à Chiang Mai en 2011.
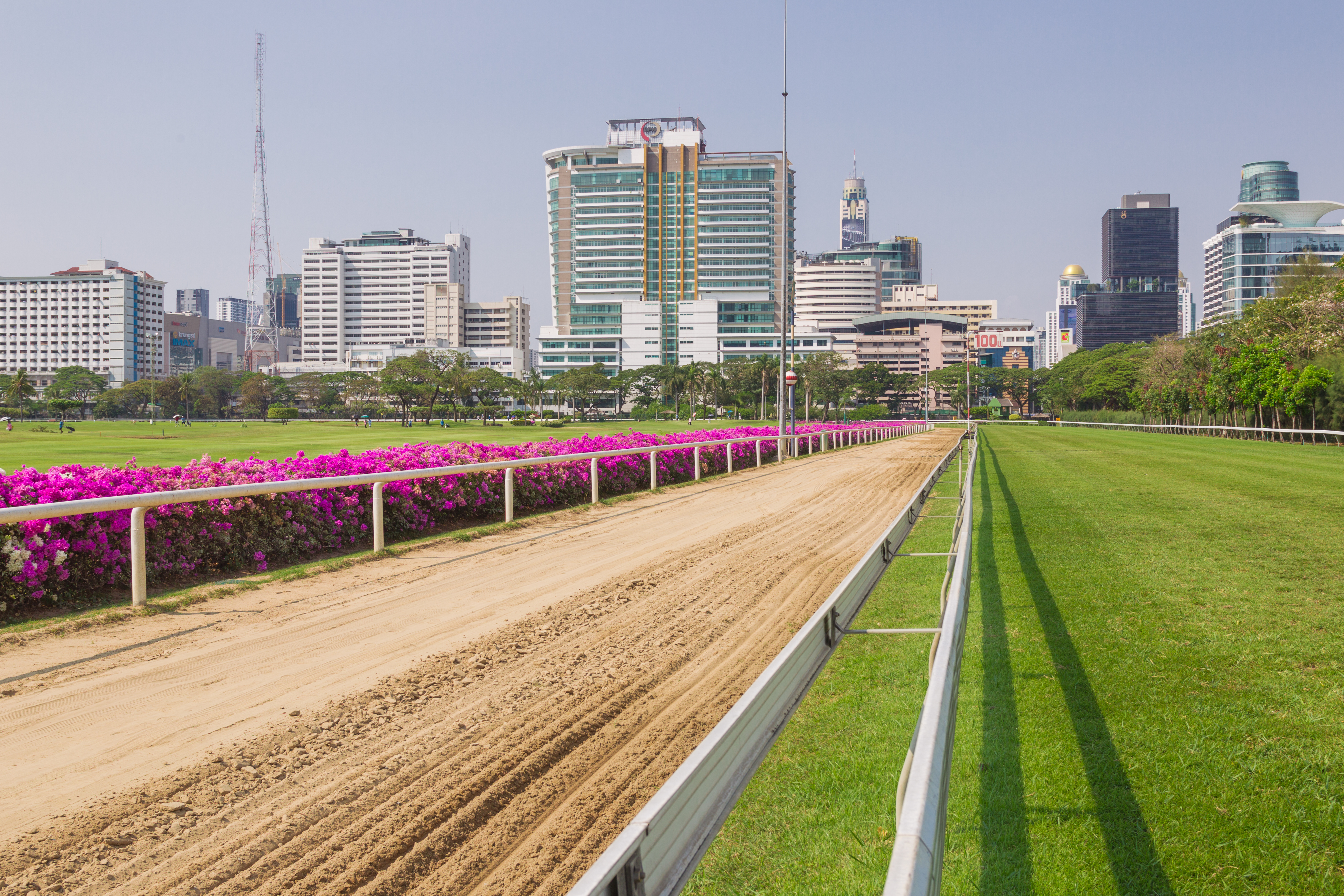
Hippodrome du Royal Bangkok Sports Club en 2019.

En 2015, six des huit hippodromes construits dans le pays restaient opérationnels, dont deux dans sa capitale, Bangkok. Il existe aussi des hippodromes dans les provinces de Nakhon Ratchasima, Udon Thani, Khon Kaen, et Roi Et, ainsi qu'à Chiang Mai (celui de Maha Sarakham a fermé). Les paris sur les courses hippiques sont toujours légaux, restant les seuls paris sportifs autorisés en Thaïlande,.
Le Royal Turf Club de Bangkok ferme ses portes en 2018. L'industrie du sport hippique souffre ensuite des confinements dus à la pandémie de Covid-19. Néanmoins, des investisseurs font pression pour que la Thaïlande re-devienne un haut lieu du sport hippique. Le Royal Bangkot Sports Club annonce en août 2024 qu'il va investir afin de rénover son hippodrome.

### Transport attelé
La traction hippomobile perdure, de petits chevaux attelés à des véhicules hippomobiles légers transportant des voyageurs à la demande. La ville de Lampang dispose ainsi du plus ancien service ininterrompu de taxi attelé, en service depuis plus de 90 ans (en 2006). La Lampang Pony Welfare Foundation (LPWF) est créée en 2004 afin de résoudre les problèmes de maltraitances, de malnutrition et de manque de soin des poneys thaïlandais au travail dans la ville, son action permettant de significativement améliorer la condition des animaux.

Attelages touristiques à Lampang
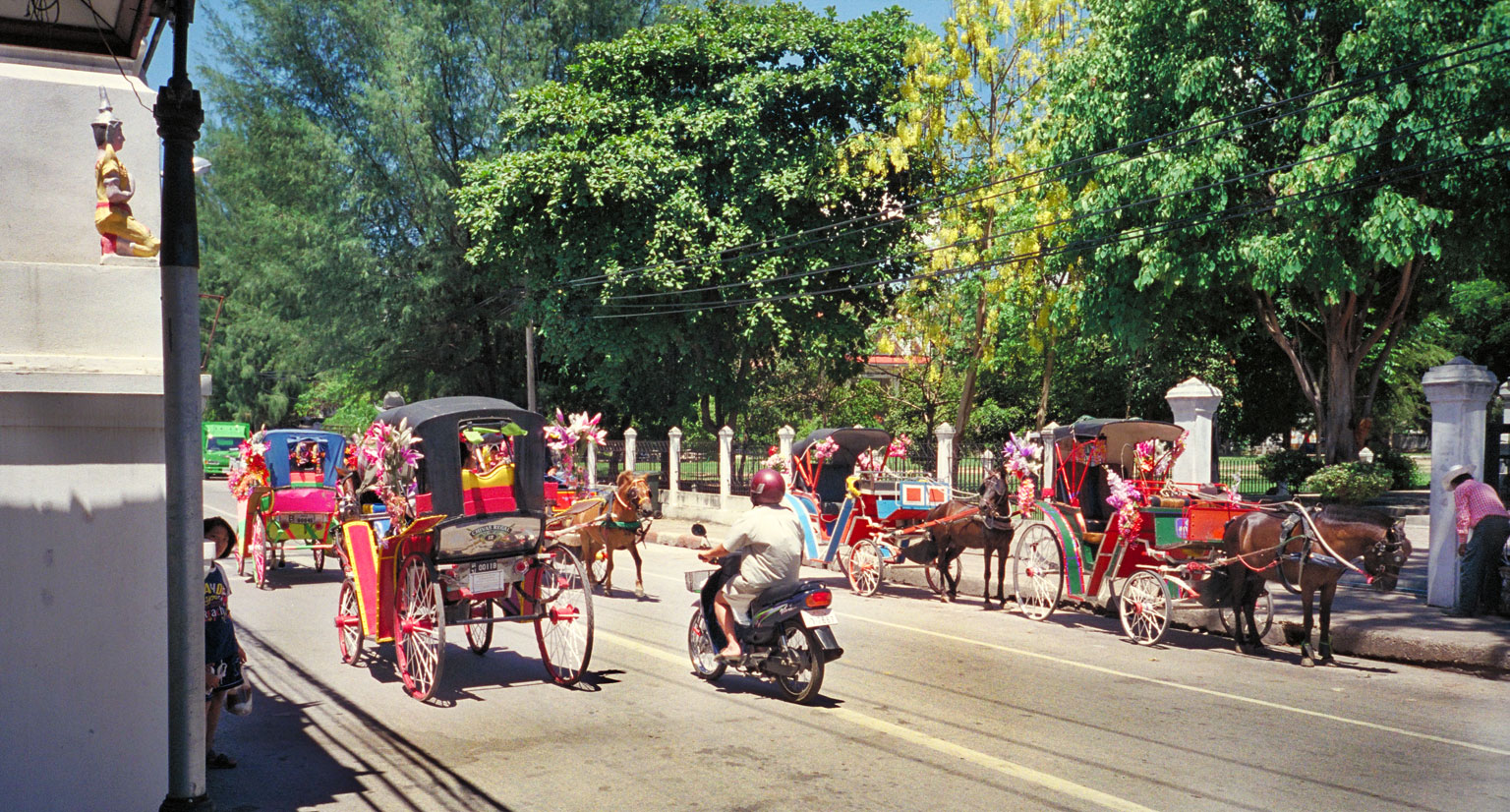
Calèches en 2005.
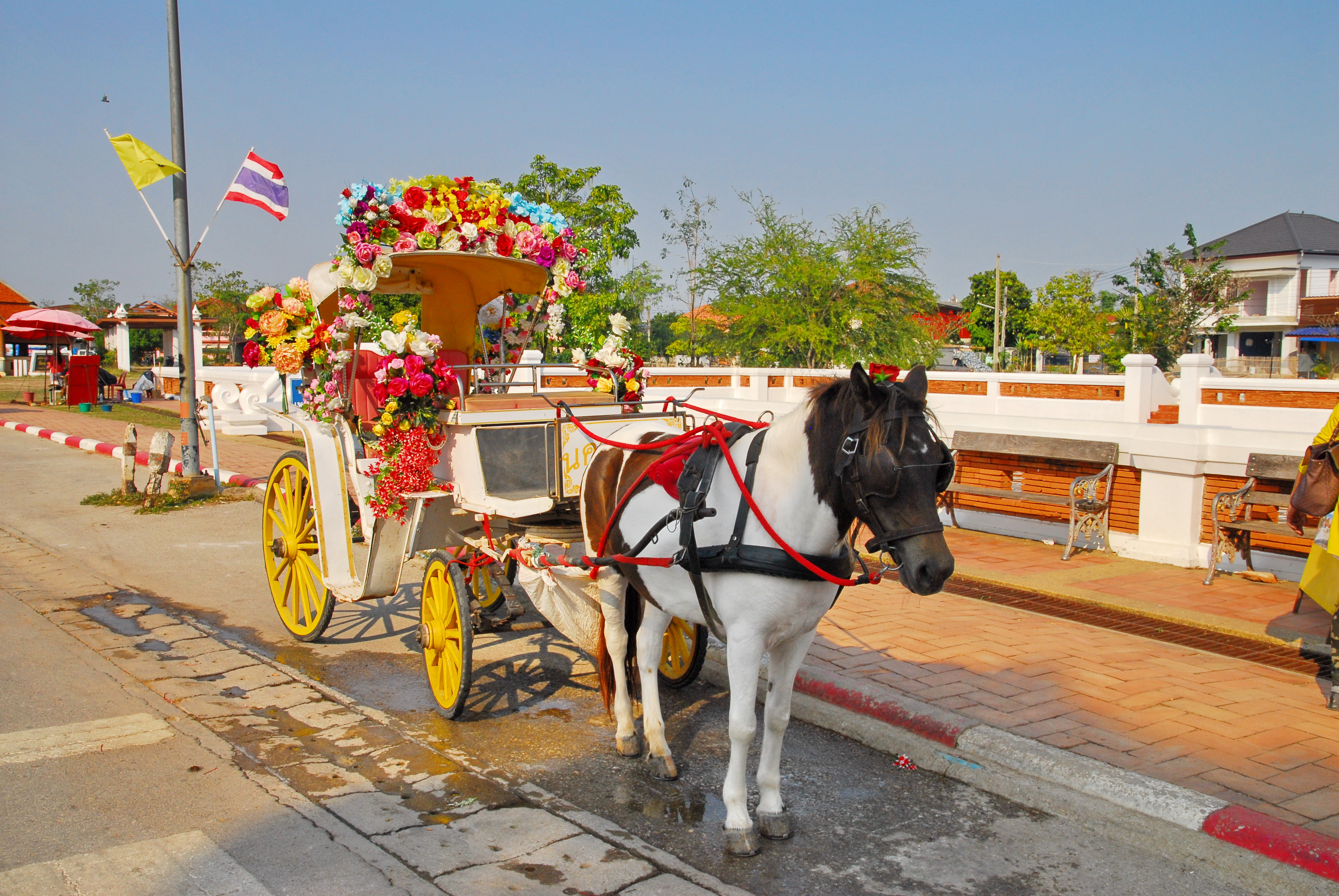
Calèche à poney pie en 2016.
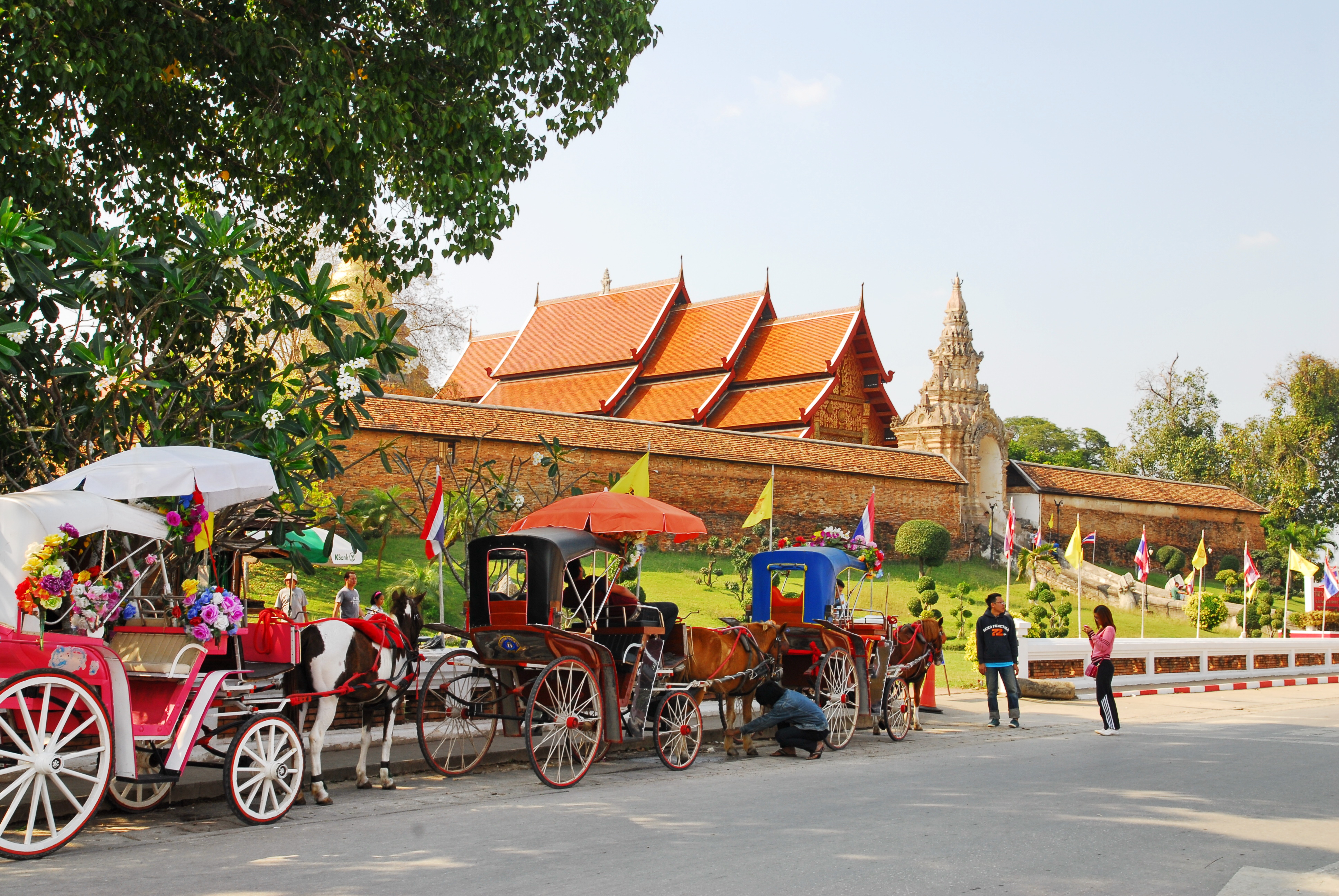
Groupe de calèches en 2016.
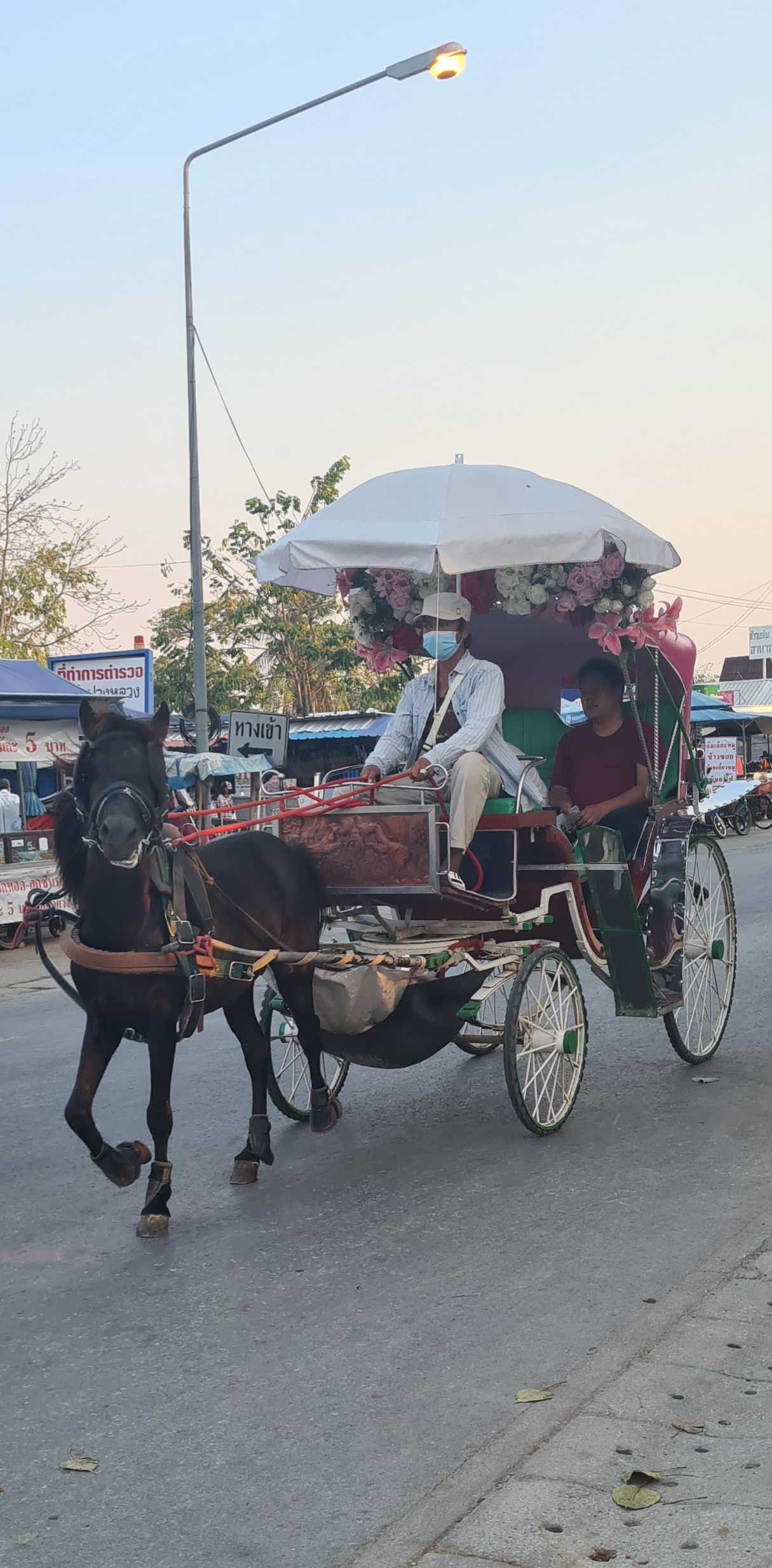
Calèche en 2023.

Ces calèches font partie intégrante de l'offre touristique de la ville.

### Équitation de loisir
Le tourisme équestre est en développement,. En mars 2008, la chercheuse Chalita Uthairangsrilert a étudié la perception qu'ont les habitants du district de Mueang Ratchaburi de l'équitation de loisir, concluant que la perception de cette activité est favorable, les parents et leurs enfants considérant que l'équitation soit un sport bénéfique. La pratique de l'équitation récréative se fait progressivement connaître de la population thaïlandaise depuis les années 2010, en particulier grâce au nombre croissant de cavaliers adhérant à la Fédération équestre thaïlandaise (FET).
En 2014, la Thaïlande compte 62 centres équestres adhérents à la FET, et 30 centres équestres non-adhérents. Le nombre de cavaliers réguliers est estimé à environ 5 000 cette même année, dont 70 % de mineurs âgés de 8 à 18 ans. Un cavalier thaïlandais de 19 ans fait le buzz en 2022 en se rendant seul jusqu'à son collège de Kalasin à cheval.

### Sports équestres
Différents sports équestres sont pratiqués en Thaïlande, avec un fort développement sous l'impulsion du Dr Harald Link qui préside la Fédération équestre de l’Asie du sud-est, et de mécènes comme Nunthinee Tanner ; d'après Grand Prix magazine, la Thaïlande est désormais reconnue parmi les « nations équestres performantes d'Asie, certains de ses cavaliers ayant déjà atteint l’objectif ultime de tout sportif : les Jeux olympiques » ; trois cavaliers thaïlandais ont participé aux Jeux olympiques d'été de 2020 à Tokyo. Des cavaliers thaïlandais de haut niveau (notamment Weerapat Pitakanonda) sont formés en Europe. En 2022, la Fédération équestre thaïlandaise organise le Thailand Championships de saut d’obstacles, ainsi que des compétitions de dressage et d’endurance à Saraburi.
La pratique locale de l'endurance pose la question de l'effet du climat tropical sur les chevaux.

#### Concours complet
Le Français Maxime Livio forme depuis 2013 l'équipe nationale thaïlandaise de concours complet d'équitation à Dénezé-sous-Doué,.
L'un des cavaliers qu'il a formé, Korntawat Samran, participe aux Jeux olympiques d'été de 2020, où il termine à la 15e place par équipes mais est éliminé en individuel. L'arrivée d'une équipe thaïlandise de concours complet au niveau des JO en 2020 a représenté une première pour ce pays.
Fin novembre 2024, deux chevaux de complet de Livio, nés en France, deviennent la propriété de la Fédération thaïlandaise pour concourir sous les couleurs de la Thaïlande.

#### Dressage
La princesse Sirivannavari Nariratana, fille de Rama X, pratique l'équitation de dressage à haut niveau ; elle obtient une médaille d'argent par équipes aux Jeux d'Asie du Sud-Est de 2017 à Kuala Lumpur et une médaille d'or aux championnats d'Asie d'équitation de 2019 à Pattaya. Elle participe aussi aux Jeux asiatiques de 2023.
La Française Camille Judet Chéret entraîne la princesse et devient entraîneuse de l'équipe thaïlandaise de dressage pour le championnat asiatique 2019.

#### Polo

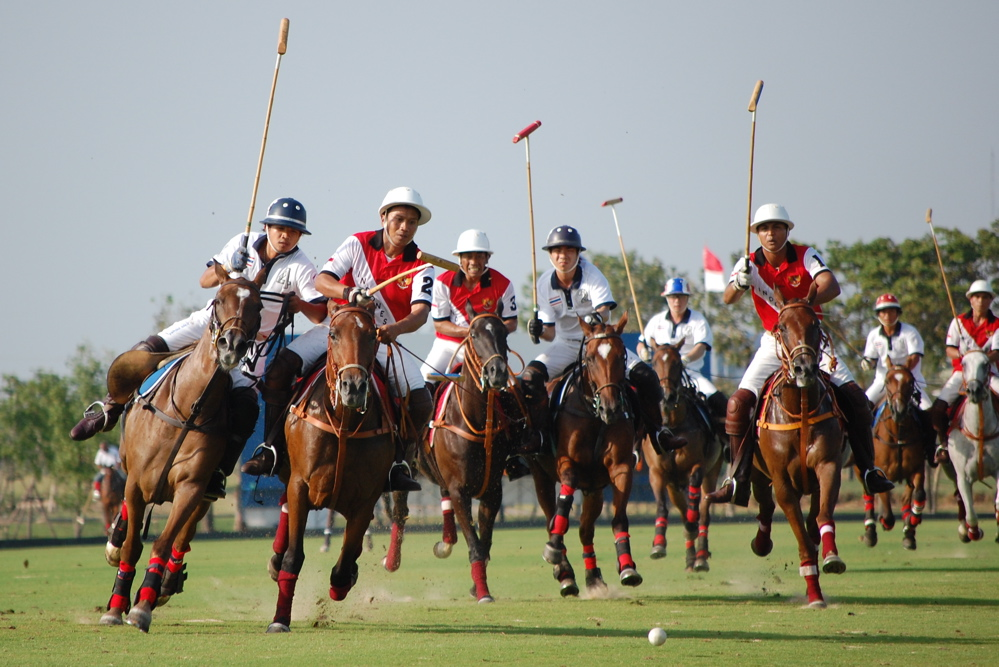
L'équipe de polo thaïlandaise lors des Jeux d'Asie du Sud-Est de 2007.

Le polo est pratiqué, Nunthinee Tanner étant considérée comme la première joueuse de polo en Thaïlande. Avec Harald Link, alors président de la Fédération équestre d’Asie du Sud-Est, elle créée en 2005 le Thai Polo & Equestrian Club dans la station balnéaire de Pattaya, un haut lieu du luxe décrit comme « unique en son genre » dans l'Asie du Sud-Est, avec trois terrains de polo réglementaires, deux terrains d'entraînement et une écurie d'une capacité de 250 chevaux. Le Chukka Bar est une réplique du bar de polo du Langham Hotel de Londres.
Des championnats de polo sont organisés par saisons,. Des recherches vétérinaires portent sur les pathologies du pied des chevaux de polo thaïlandais.

## Élevage
Il n'existe pas d'organisation particulière de l'élevage des chevaux en Thaïlande, ni de registre généalogique local (en 2010). Sur la base de chiffres transmis par la FAO, Simon King et ses collègues estiment la population chevaline de Thaïlande à 6 000 têtes environ en 2020.
Le climat chaud et humide entraîne des besoins particuliers pour une bonne ventilation des écuries, à la fois pour garantir la bonne santé des chevaux et pour celle des humains qui travaillent dans cet environnement.

### Races élevées

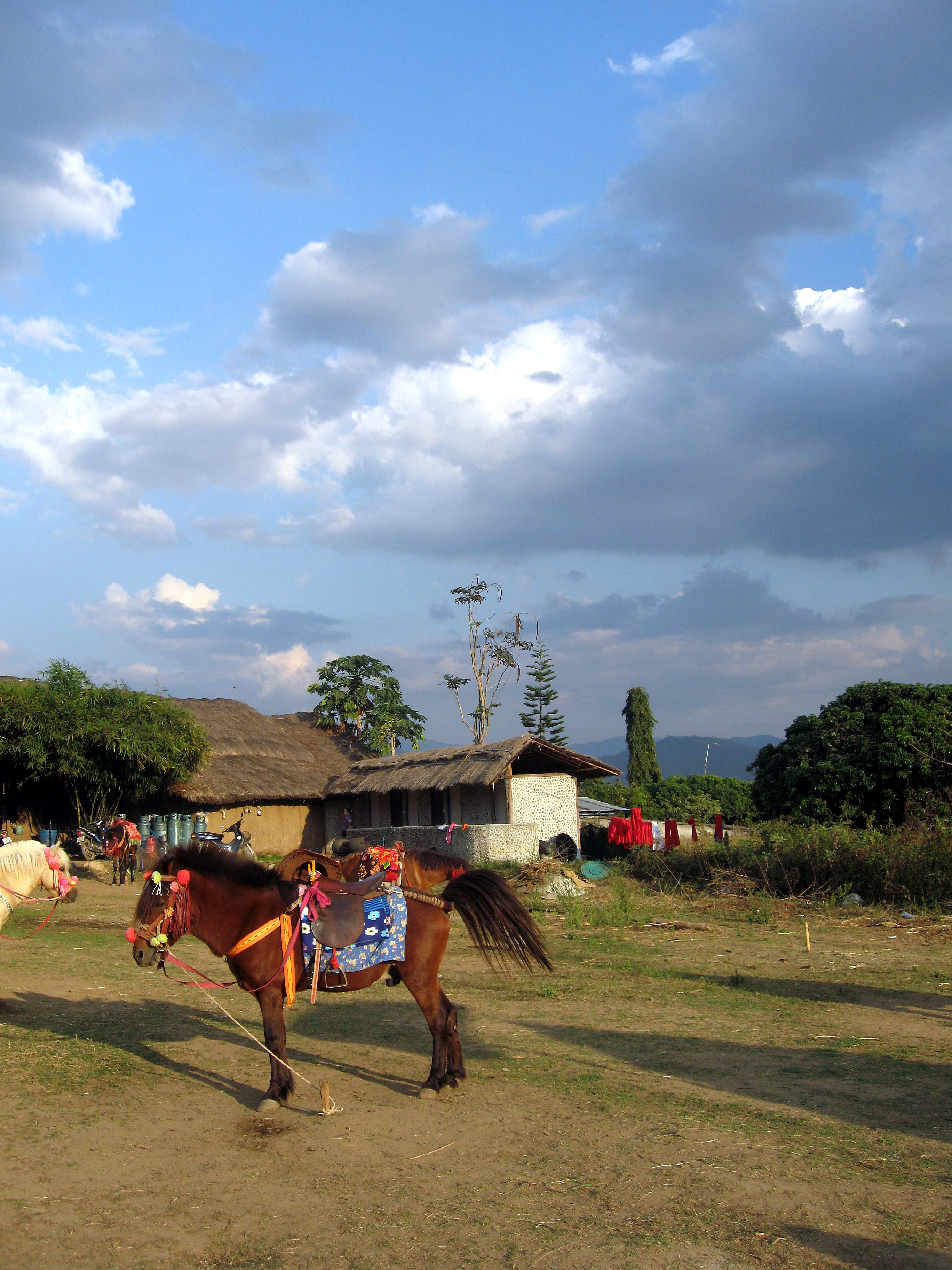
Chevaux de tourisme de la région de Pai.

La base de données DAD-IS ne recense aucune race particulière élevée sur place. Cependant, d'autres sources dont l'encyclopédie de CAB International (2016) citent la présence d'une race locale, le « poney thaïlandais » (Thai pony), ainsi que de races de chevaux d'origine étrangère élevées en Thaïlande,.
Le poney thaïlandais a vraisemblablement perduré sous sa forme originelle dans le nord du pays, tandis que le cheptel du sud a davantage été croisé avec d'autres races. Le climat tropical explique pourquoi seules certaines races de poneys peuvent subsister dans ce pays. Le poney natif est cependant victime d'un désintérêt qui lui fait préférer l'élevage d'autres races, plus grandes et plus lourdes. Il est très proche des poneys vietnamiens et cambodgiens. Il est aussi plus résistants aux éventuelles maladies tropicales, donc capable de fournir un travail plus important que les chevaux croisés.
En fonction de la taille, deux classes de poney et chevaux sont distinguées en Thaïlande. La première comporte des animaux toisant de 1,50 m à plus d'1,60 m, la seconde les animaux toisant de 1,40 m à 1,50 m.

### Maladies et parasitisme
En décembre 2011, une analyse de séroprévalence à Babesia caballi et Theileria equi, qui causent la piroplasmose équine, sur des chevaux et des mules du Nord de la Thaïlande, montre que ces chevaux testés sont séropositifs à faible fréquence, ce qui motive des mesures de prévention. Le premier cas de pythiose nasale sur un cheval de Thaïlande a été documenté en 2018. Les chevaux peuvent être touchés par différentes souches de staphylocoques résistantes.
Le cheptel équin thaïlandais semble en revanche rarement affecté par Trypanosoma evansi, qui cause le surra, bien que la morbidité associée soit importante.

#### Parasitisme par des nématodes
Les infections par des strongles (nématodes) nuisent à la santé et aux performances des équidés ; la première étude sur les communautés structurelles de parasites strongylides des chevaux en Thaïlande est parue en 2024. Quatorze espèces parasites sont identifiées, chacune avec une prévalence variable, Cylicocyclus nassatus et Cylicostephanus longibursatus étant prédominants, le genre Strongylus
étant remarquablement absent.

#### Épidémie de peste équine de 2020-2023
La présence de la peste équine, transmise par des culicoïdes hématophages, est confirmée en Thaïlande en mars 2020, la souche virale isolée étant proche de celle de l'Afrique du Sud. La maladie a émergé dans un centre équestre touristique de la région de Nakhon Ratchasima, au Nord-Ouest du pays. Le risque économique lié à ce virus est estimé important, avec une mortalité potentielle allant jusqu'à 90 % du cheptel touché, et une menace sur les pays asiatiques voisins,. L'information relative à la présence de ce virus, l'un des plus craints dans le monde équestre, passe relativement inaperçu en raison de la pandémie de Covid-19 émergeant à la même époque. Il s'agit pourtant de la première émergence de peste équine sur le continent asiatique en 60 ans, qui plus est sur un cheptel naïf en termes de réponse immunitaire. Le partage des informations relatives à ce virus est alors considéré comme une priorité. Les chevaux de la zone touchée ont été hébergés à plein temps dans des installations non familières protégées contre les vecteurs pendant l'épidémie de peste équine en Thaïlande.
En mai 2020, le décompte des chevaux thaïlandais morts de peste dépasse les 500. Le gouvernement thaïlandais déclare le pays officiellement libre de peste équine le 30 juin 2023, après un décompte de 610 chevaux malades, dont 568 sont morts.

## Dans la culture

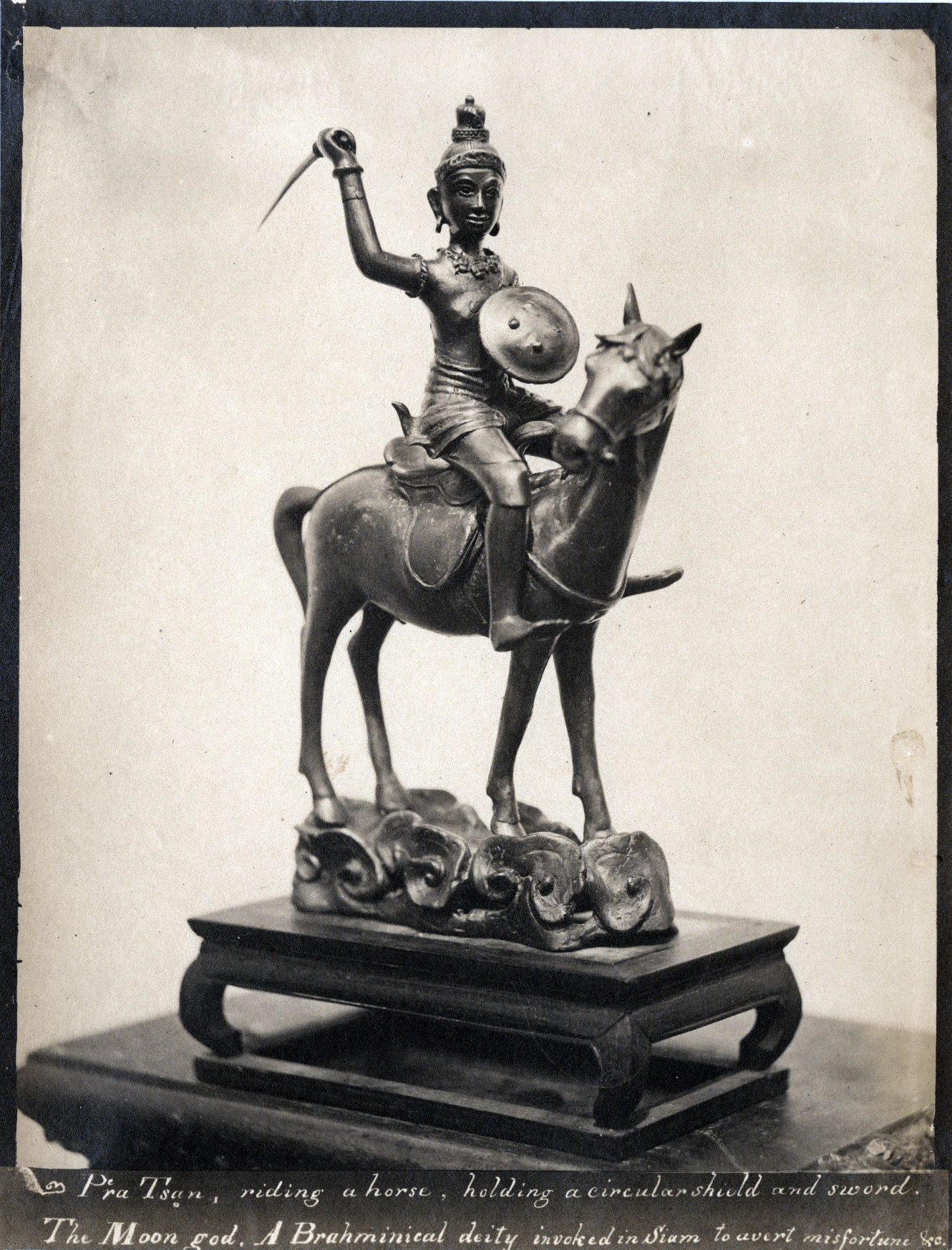
Phra Chan montant à cheval, d'après une photographie de 1900 prise au Siam.

Dans l'imaginaire collectif, si un animal est associé à la culture de la Thaïlande, il s'agit plutôt de l'éléphant d'Asie et non pas du cheval,.

### Croyances

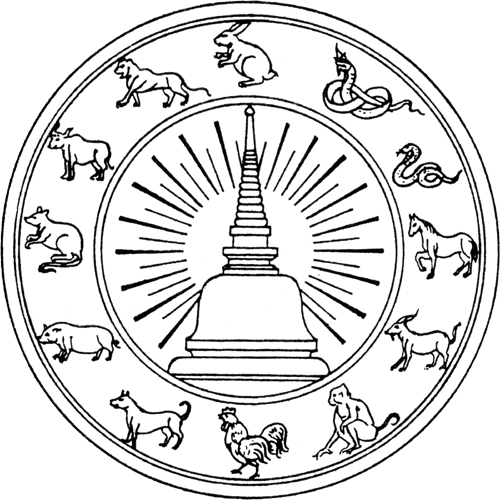
Sceau de la province de Nakhon Si Thammarat montrant les douze animaux du zodiaque chinois, dont le cheval (à droite).

Avant l'arrivée du bouddhisme en Thaïlande, la population croyait en des êtres surnaturels nommés « Chouthi » ou « Peachu » ; les Môns vénéraient la nature, dont des esprits-chevaux bienfaisants.
Comme dans d'autres pays d'Asie du Sud-Est, les habitants de Thaïlande connaissent l'astrologie chinoise, dans laquelle est mentionné le cheval qui est l'un des douze signes du zodiaque chinois.
Le cheval est aussi cité parmi les créatures légendaires d'Himmapan.

### Statuaire équestre
Une statue équestre à Thonburi montre le roi Taksin sur sa monture, présumée être native de la Thaïlande.

Statues équestres du roi Taksin
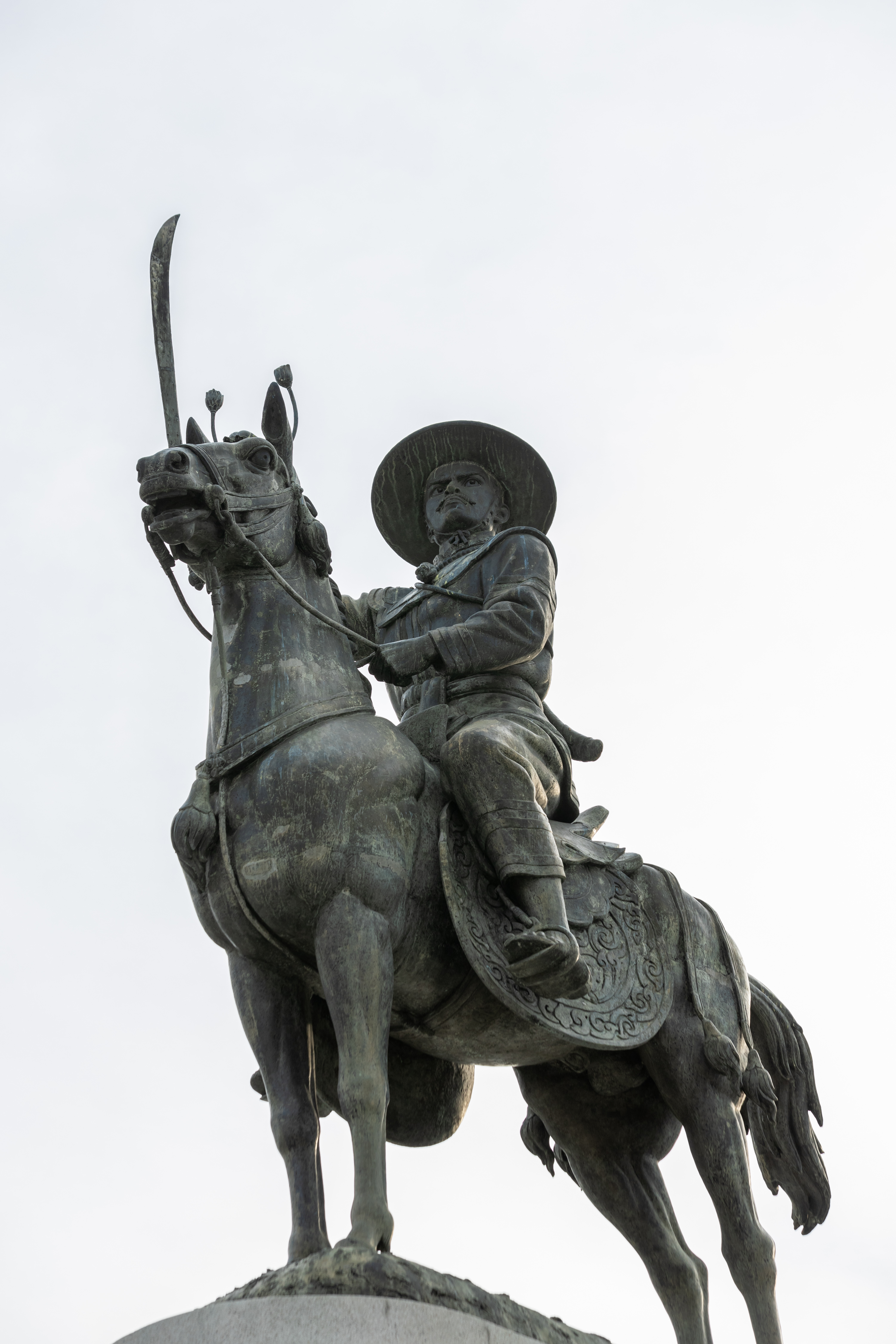
Statue inaugurée en 1954, grand rond-point Wongwian Yai, quartier de Thonburi, Bangkok.
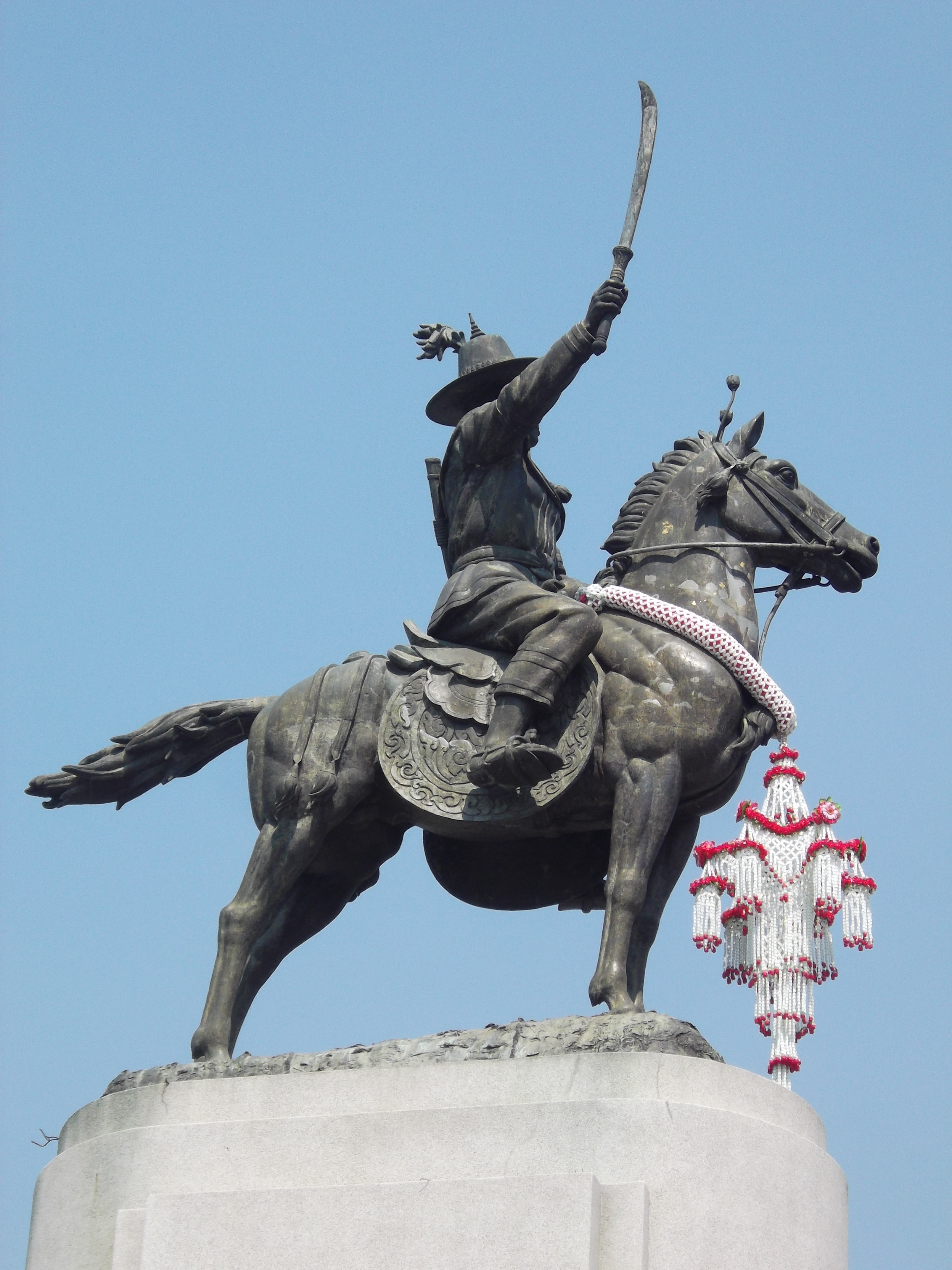
Statue de Thonburi, vue de profil.
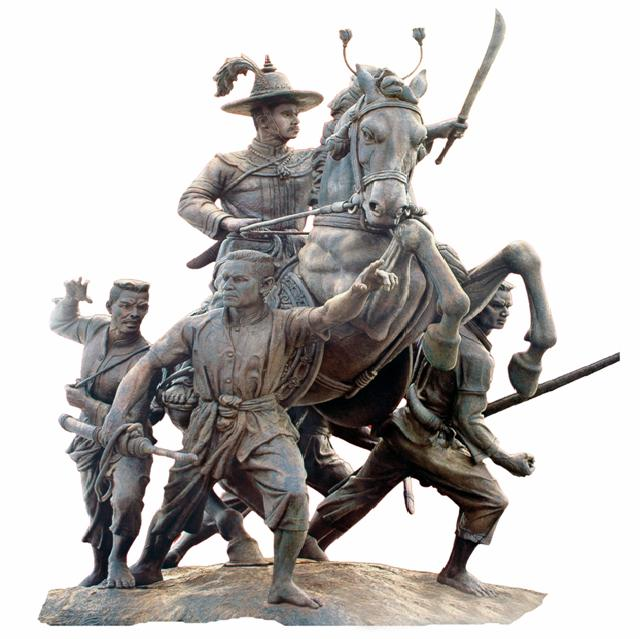
Statue de Chanthaburi.
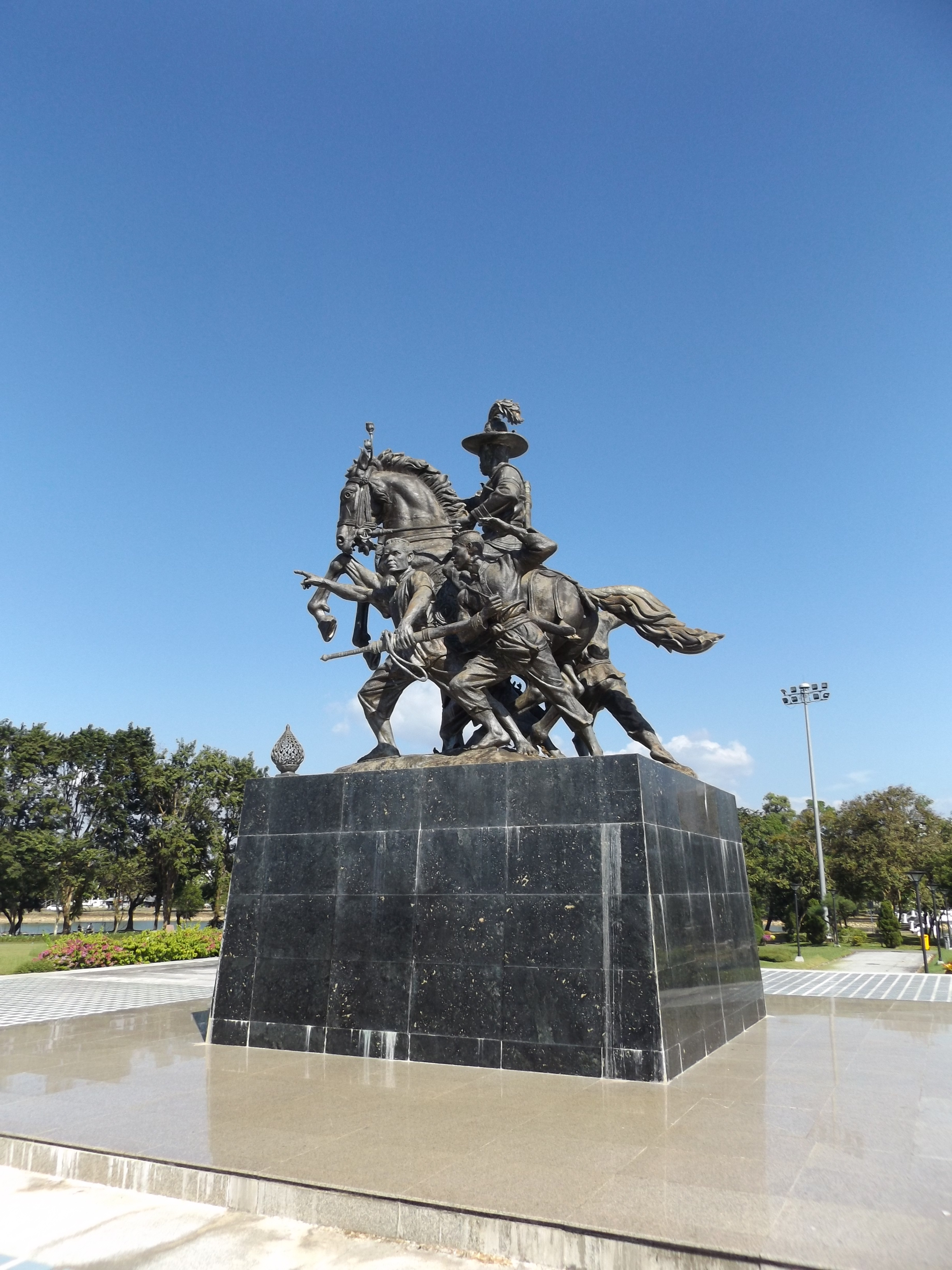
Statue de Chanthaburi.

Une autre statue équestre à Bangkok, khet du Dusit, montre le roi Rama V sur sa monture.

Statue de Chulalongkorn (Rama V), domaine royal de Dusit, Bangkok
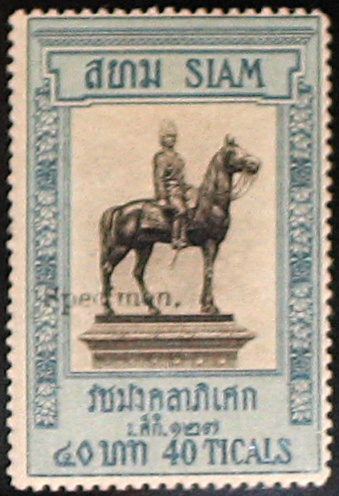
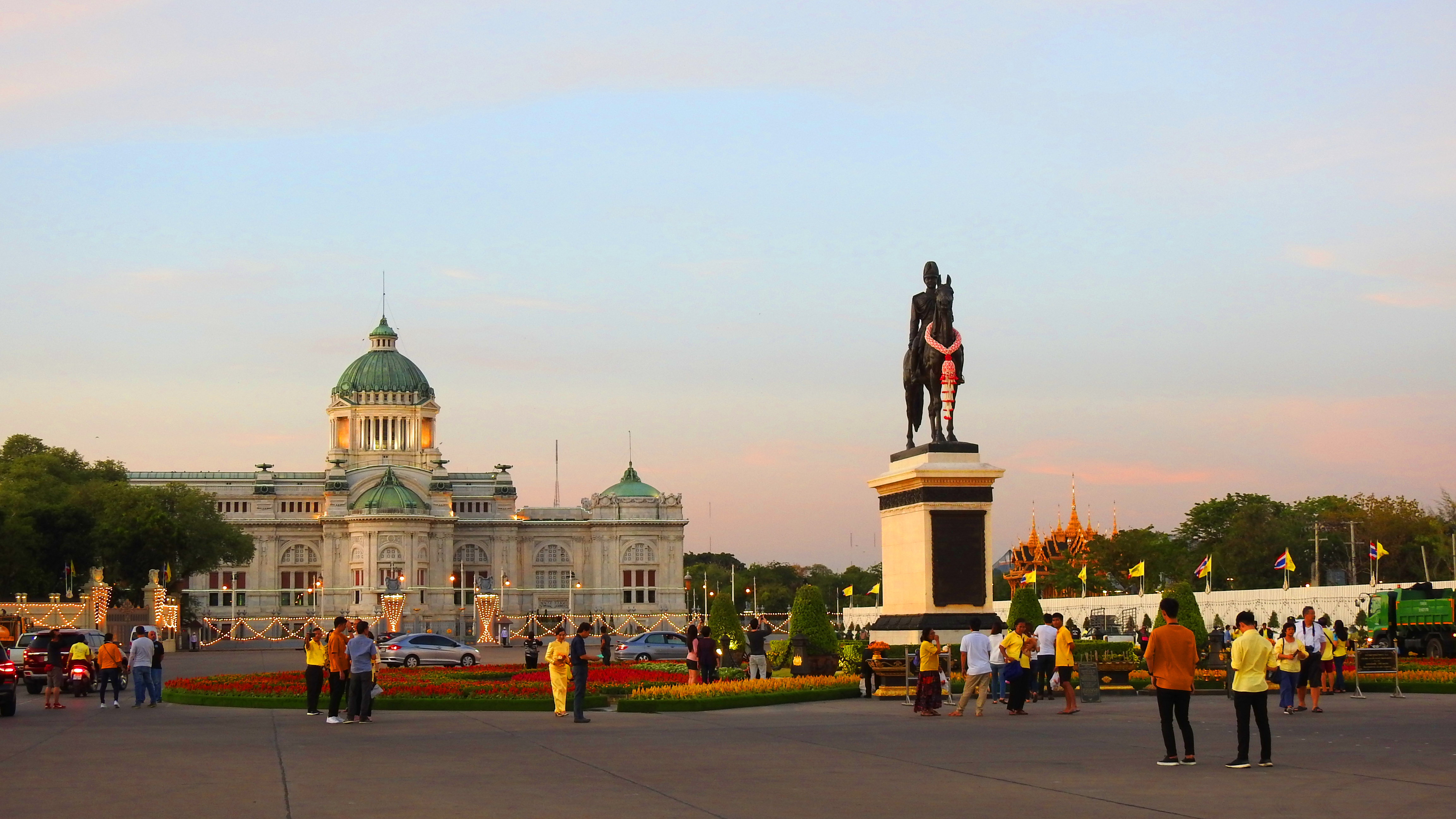
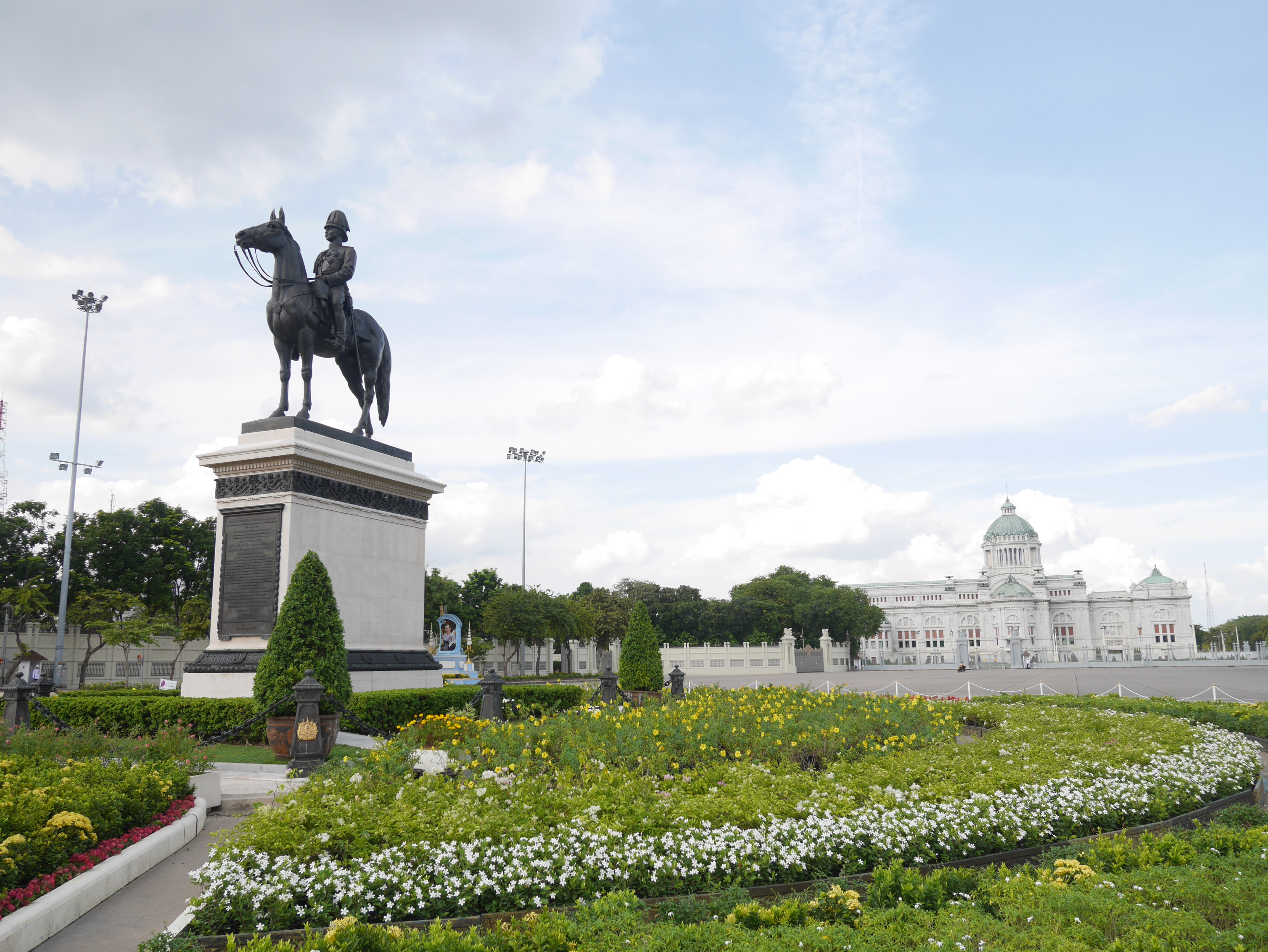
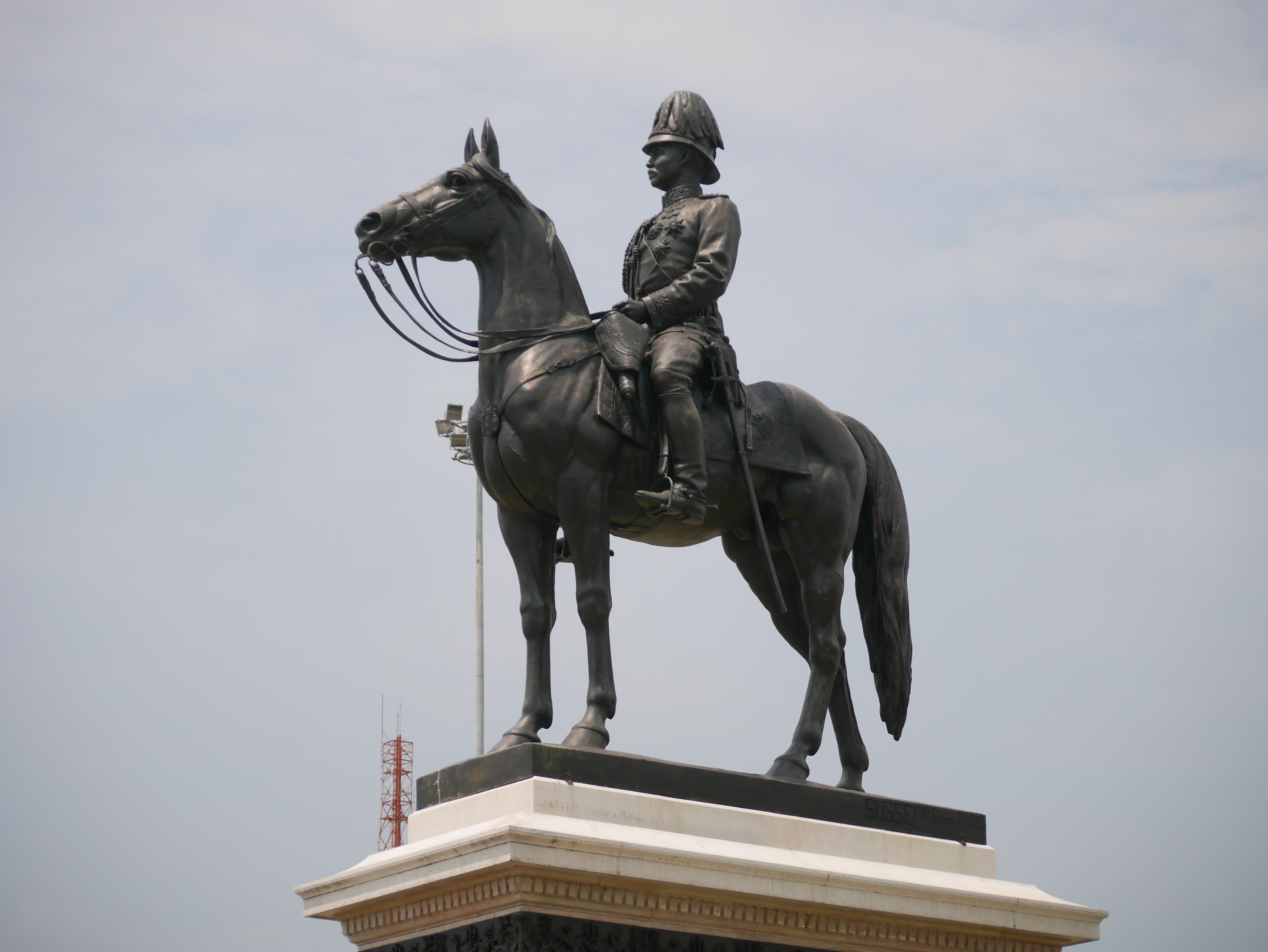
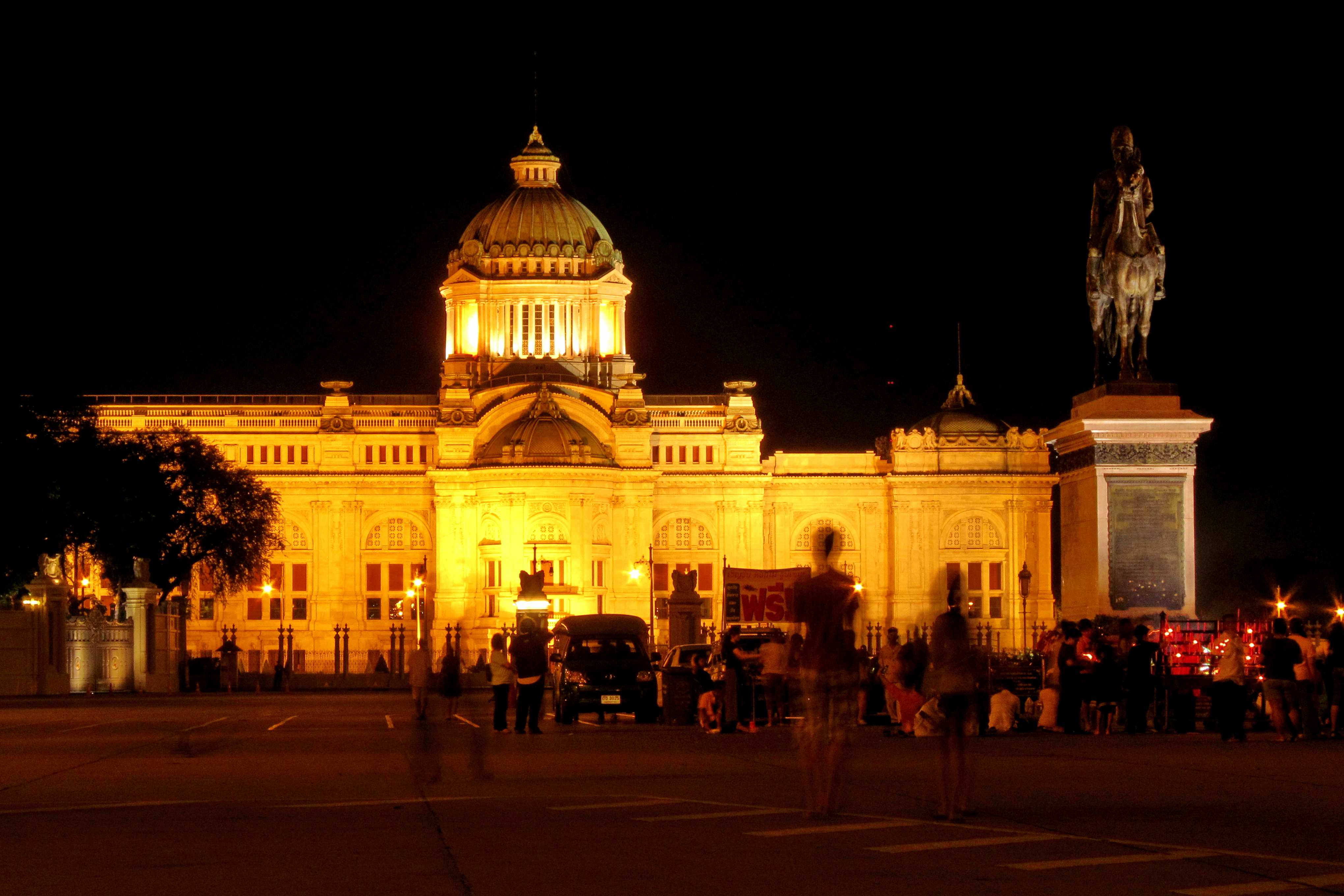
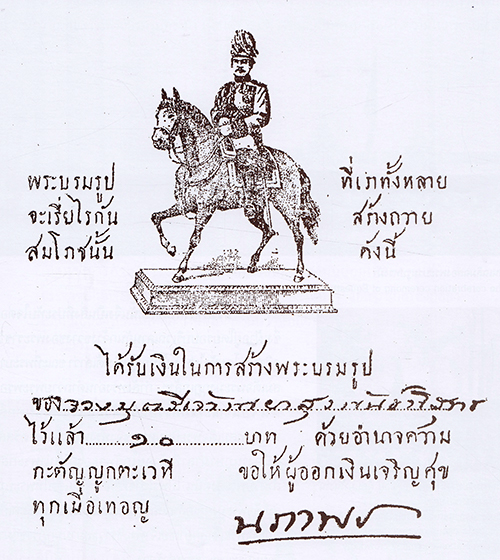